# Агломазово (Сасовский район)
Аглома́зово — село в Сасовском районе Рязанской области России. Административный центр Агломазовского сельского поселения.

## Географическое положение
Село находится в южной части района, на левом берегу реки Цны в месте перекрытия её плотиной бывшей Теньсюпинской ГЭС. Расстояние до райцентра Сасово — 26 км к северу по асфальтированной дороге. Там же расположена ближайшая железнодорожная станция Сасово.
Ближайшие населённые пункты:

Теньсюпино — примыкает с востока;

Колдамышево — в 1 км к северо-западу по асфальтированной дороге.

## Природа
Климат характерный для всей области — умеренно континентальный. Почвы в пойме Цны преимущественно супесчаные, но на основной территории села — коренном левобережье представлены чернозёмом, благодаря чему в окрестностях большая доля пашни. Естественные леса отсутствуют. Искусственные древесные насаждения только в виде полезащитных полос и обсадок вдоль автодороги Алёшино — Ямбирно, в основном берёзовые.

## История
Основано татарами в конце XVII в.
С 1863 по 1918 гг. село Агломазово входило в Шацкий уезд Тамбовской губернии.
Ранее в селе существовала деревянная Богоявленская церковь, построенная в 1779 г. В 1953 г. было принято решение о сносе конструкции церкви и использовании материала для строительства культурно-просветительных учреждений.

## Население
| 1901 | 1984 | 1989 | 2002 | 2007 | 2010 |
| ---- | ---- | ---- | ---- | ---- | ---- |
| 1180 | ↘520 | ↘514 | ↘436 | ↘430 | ↘391 |

## Хозяйство
В селе действует СПК «Агломазово». В 500-х м от населённого пункта река Цна перекрыта плотиной. С 1957 г. здесь функционировала Теньсюпинская ГЭС, вырабатывающая электроэнергию для местных сельских хозяйств и предприятий. До начала 90-х гг. по Цне осуществлялось судоходство.

## Инфраструктура
В селе расположено почтовое отделение связи (до 01.01.2000 г. почтовый индекс был 391624), обслуживающее все населённые пункты Агломазовского сельского поселения (помимо Агломазово ещё 8 близлежащих населённых пунктов). Действует средняя школа, в которой обучаются учащиеся из соседних сёл Ернеево, Колдамышево, Лотказино и Усады. По юго-западной оконечности села проходит асфальтированная дорога Алёшино — Ямбирно. В мае 2012 г. было заложено основание под строительство нового храма в честь Священномученика Николая.
Улицы села: Зелёная, Огородная, Полевая, Советская, Центральная, Школьная. Кроме того, выделяется посёлок Микрорайон. Некоторые участки улиц асфальтированы, однако большая их часть не имеет твёрдого покрытия.

## Упоминание в истории
10 апреля (1 апреля по старому стилю) 1656 года в село Агломазово с тяжелым ранением был доставлен архиепископ Рязанский и Муромский Мисаил. Архиепископ был ранен в мордовской деревне Ямбирно, куда он приехал с миссией уговорить местное население принять православие. Но при въезде в Ямбирно, архиепископа Мисаила и его сопровождающих поджидала засада: более 500 язычников с копьями, ружьями, луками и дубинами приготовились к яростному сопротивлению. Было совершено нападение, в результате которого архиепископ был тяжело ранен стрелой из лука.
Раненый архиепископ Мисаил был перевезен в село Агломазово, где и скончался 10 дней спустя — 20 апреля 1656 года (10 апреля по старому стилю). Согласно его завещанию, захоронен близ Чернеева монастыря, у церкви святого мученика Мины. Позже был перезахоронен в г. Рязань, у церкви святого Архистратига Михаила.
11 ноября 1918 года в селе Агломазово карательный отряд красногвардейцев после пыток и издевательств расстрелял священника местного прихода Николая Пробатова и с ним двенадцать крестьян из числа прихожан: Косьму, Виктора, Наума и его сына Филиппа, Ивана, Павла, Андрея, Павла, Василия, Алексея, Ивана и Агафью. На Юбилейном Архиерейском соборе Русской Православной Церкви в августе 2000 года священник, вместе с пострадавшими с ним, был прославлен в лике священномучеников.